# ساهول

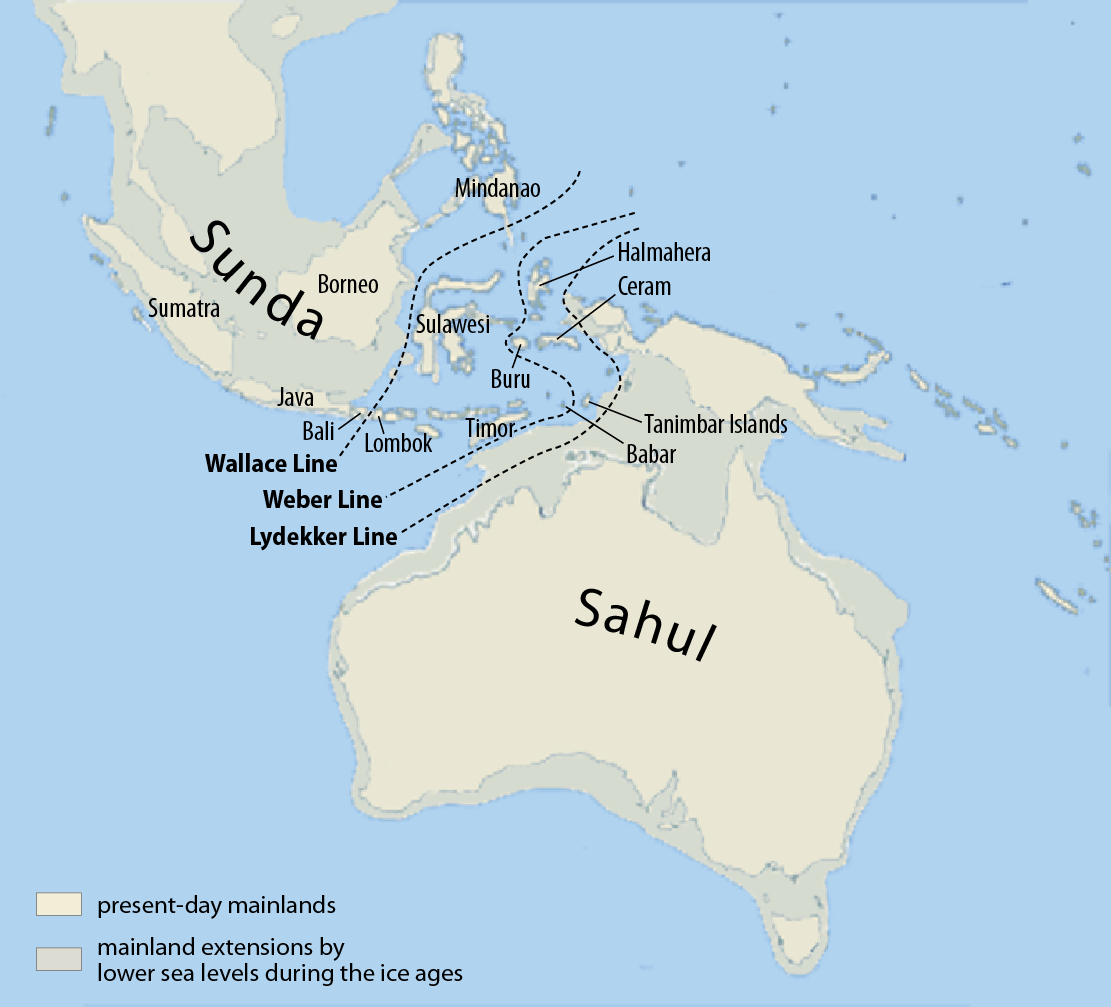
نقشهٔ ساهول و سوندالند.

ساهول (انگلیسی: Sahul) یک قاره پیشاتاریخی بود که خشکی‌های امروزی خاک اصلی استرالیا، گینه نو، تاسمانی و جزایر آرو را در بر می‌گرفت. ساهول در جنوب غربی اقیانوس آرام، از شمال به جنوب بین استوا و ۴۴ موازی جنوبی و غرب به شرق بین نصف‌النهار ۱۱۲ و ۱۵۲ شرقی قرار داشت.
ساهول در سمت غرب خود توسط مجمع‌الجزایر والاسیا از سوندالند جدا می‌شد. در بزرگ‌ترین حالت، زمانی که سطح اقیانوس در پایین‌ترین حد خود بود، تقریباً ۱۰٬۶۰۰٬۰۰۰ کیلومتر مربع اندازه داشت. پس از آخرین عصر یخبندان، دمای جهانی افزایش یافت و سطح آب دریاها به تدریج بالا رفت و پل زمینی را که سرزمین اصلی استرالیا را از گینه نو و تاسمانی جدا می‌کرد، زیر آب گرفت. گینه نو تقریباً ۸۰۰۰ سال پیش و تاسمانی تقریباً ۶۰۰۰ سال پیش از خاک اصلی استرالیا جدا شدند.
ساهول میزبان تنوع زیادی از جانوران منحصر به‌فرد بود که مستقل از بقیه جهان تکامل یافته بودند. مهم‌تر از همه این‌که تقریباً همه پستانداران در ساهول در زمره کیسه‌داران بودند، از جمله طیف وسیعی از گورکن‌ها، لاشه‌خورها و درندگان؛ خفاش‌ها تنها پستانداران امروزی‌تر در میان آنان بودند.
برآورد می‌شود که نوع بشر برای نخستین بار بین ۴۵۰۰۰ تا ۶۰۰۰۰ سال پیش با پشت سر گذاشتن سوندالند و گذر از گذرگاه والاسیا، ساهول را مستعمره خود کرد. از ساهول انسان در سراسر اقیانوسیه گسترش یافت.
به ساهول، ساهول‌لند، ماگانزیا، پاپوآلند و استرالیای بزرگ هم گفته‌اند. نام استرالیای بزرگ‌مرد انتقاد واقع شده و از آن به عنوان «امپریالیسم نقشه‌کشی» یاد کرده‌اند زیرا تأکید بیشتر را بر کشور استرالیای کنونی به ضرر گینه نو تداعی می‌کند.